# Hypervelocity Wind Tunnel 9
L'Hypervelocity Wind Tunnel 9 est une soufflerie hypersonique de l'Arnold Engineering Development Complex située à White Oak (Maryland), près de Washington. C'est le dernier moyen encore en fonctionnement du défunt Naval Ordnance Laboratory.

## Histoire
À la fin de la seconde guerre mondiale, des souffleries supersoniques sont transférées de Kochel am See à Oak Ridge au Naval Surface Warfare Center, devenu par la suite Naval Ordnance Laboratory. Une douzaine de scientifiques allemands accompagneront ce transfert. Par la suite diverses soufflerie seront construites dont l'Hypervelocity Wind Tunnel 9 en 1976.

## La soufflerie
Le moyen est une soufflerie hypersonique avec cinq tuyères de Laval correspondantes à des nombres de Mach compris entre 7 et 16,5. L'écoulement est obtenu à partir d'un réservoir de pression 1 900 atm et de température 2 000 K et autorise des rafales allant jusqu'à 15 s. La veine d'essai a un diamètre de 1,5 m environ,. Elle est destinée à la simulation de rentrée de corps balistiques ou de la propulsion d'intercepteurs de type THAAD.